# Mălăiești, Vaslui
Mălăiești este un sat în comuna Vutcani din județul Vaslui, Moldova, România. Se află în partea central-estică a județului,  în Depresiunea Elanului. La recensământul din 2002 avea o populație de 430 locuitori.
La recesământul din 2011 s-a inregistrat o populație de 370 de locuitori. 
|  | Graficele sunt indisponibile din cauza unor probleme tehnice. Mai multe informații se găsesc la Phabricator și la wiki-ul MediaWiki. |

Populația este incontinuă scadere , inregistrând peste 2-3 decese pe an si nici o nastere.
Populația este îmbătrânită, varsta medie fiind de 49 de ani.

## Poze.
Momentan nimic in galerie...